# Béligneux
Béligneux ist eine französische Gemeinde mit 3484 Einwohnern (Stand: 1. Januar 2022) im Département Ain in der Region Auvergne-Rhône-Alpes. Sie gehört zum Arrondissement Bourg-en-Bresse, und zum Kanton Meximieux. Die Einwohner werden Bélignards genannt.

## Geografie
Die Gemeinde Béligneuy liegt 23 Kilometer nordöstlich der Innenstadt von Lyon. Umgeben wird Béligneux von den Nachbargemeinden Bourg-Saint-Christophe im Norden und Nordosten, Pérouges im Nordosten und Osten, Saint-Jean-de-Niost im Osten, Saint-Maurice-de-Gourdans im Südosten, Balan im Süden und Südwesten sowie Bressolles im Westen.
Auf dem Gemeindegebiet liegt ein Teil des Camp Militaire de La Valbonne. Durch die Gemeinde führt die Autoroute A42.

## Bevölkerungsentwicklung
| Jahr                       | 1962 | 1968 | 1975 | 1982 | 1990 | 1999 | 2006 | 2012 | 2020 |
| Einwohner                  | 1138 | 1022 | 1341 | 1486 | 2319 | 2594 | 2819 | 3172 | 3414 |
| Quellen: Cassini und INSEE |      |      |      |      |      |      |      |      |      |

## Sehenswürdigkeiten
- Kirche Saint-Pierre, neogotischer Bau aus dem 19. Jahrhundert (1817–1898)
- Kapelle Saint-André aus dem 15. Jahrhundert
- Kapelle Saint-André im Ortsteil Chânes
- Römischer Meilenstein
- Schloss Chânes
- Altes Rathaus

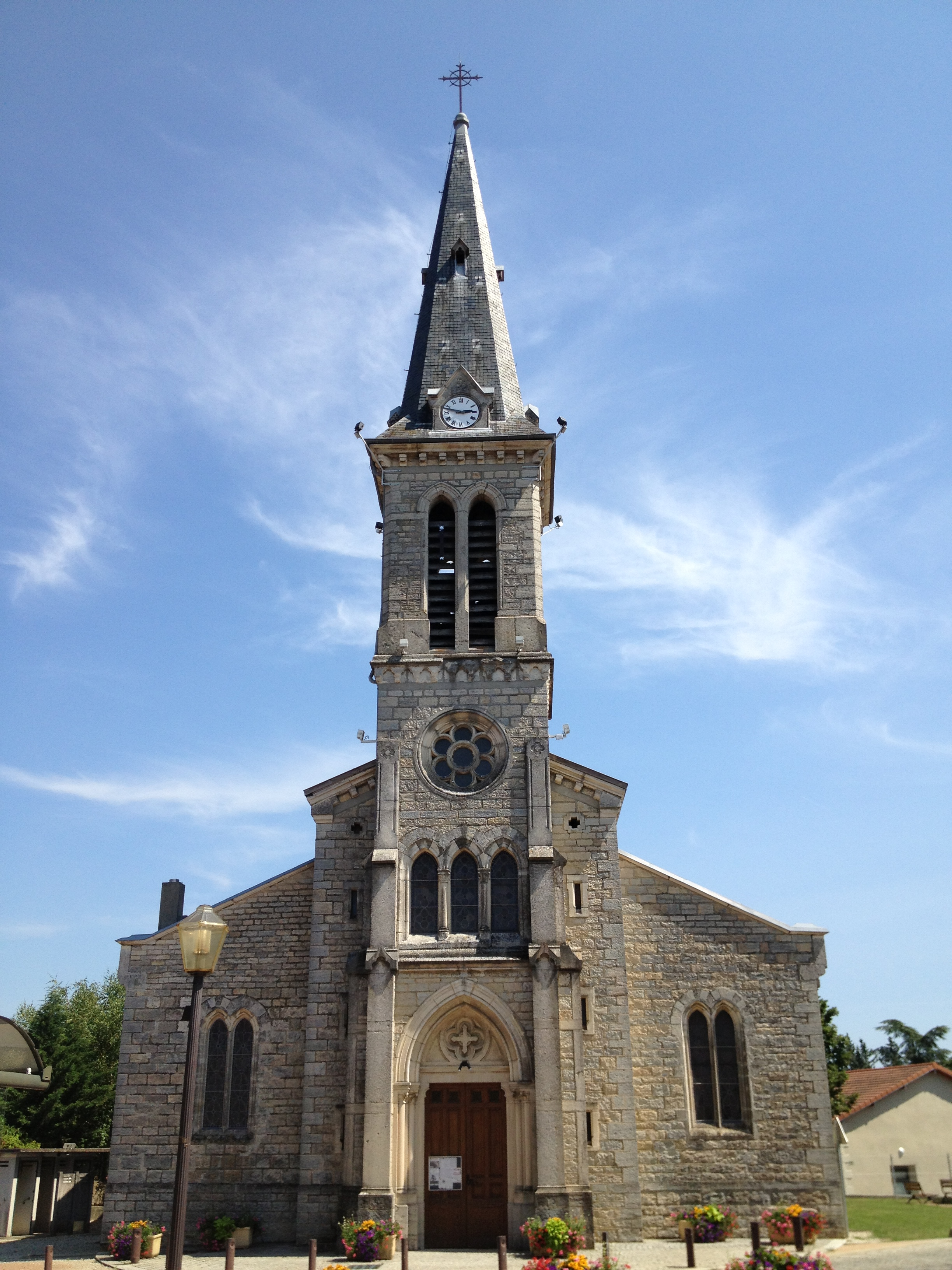
Kirche Saint-Pierre
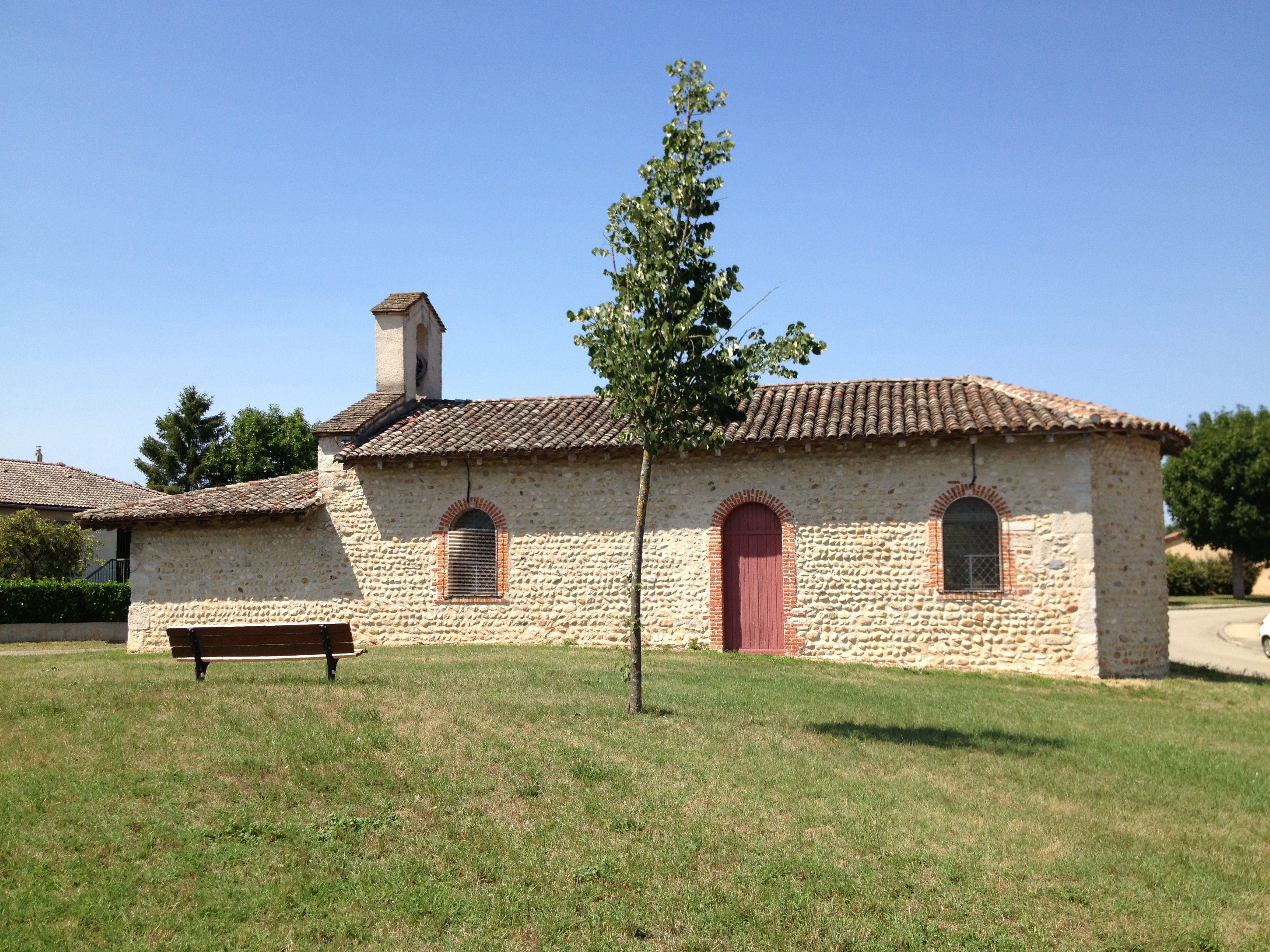
Kapelle Saint-André
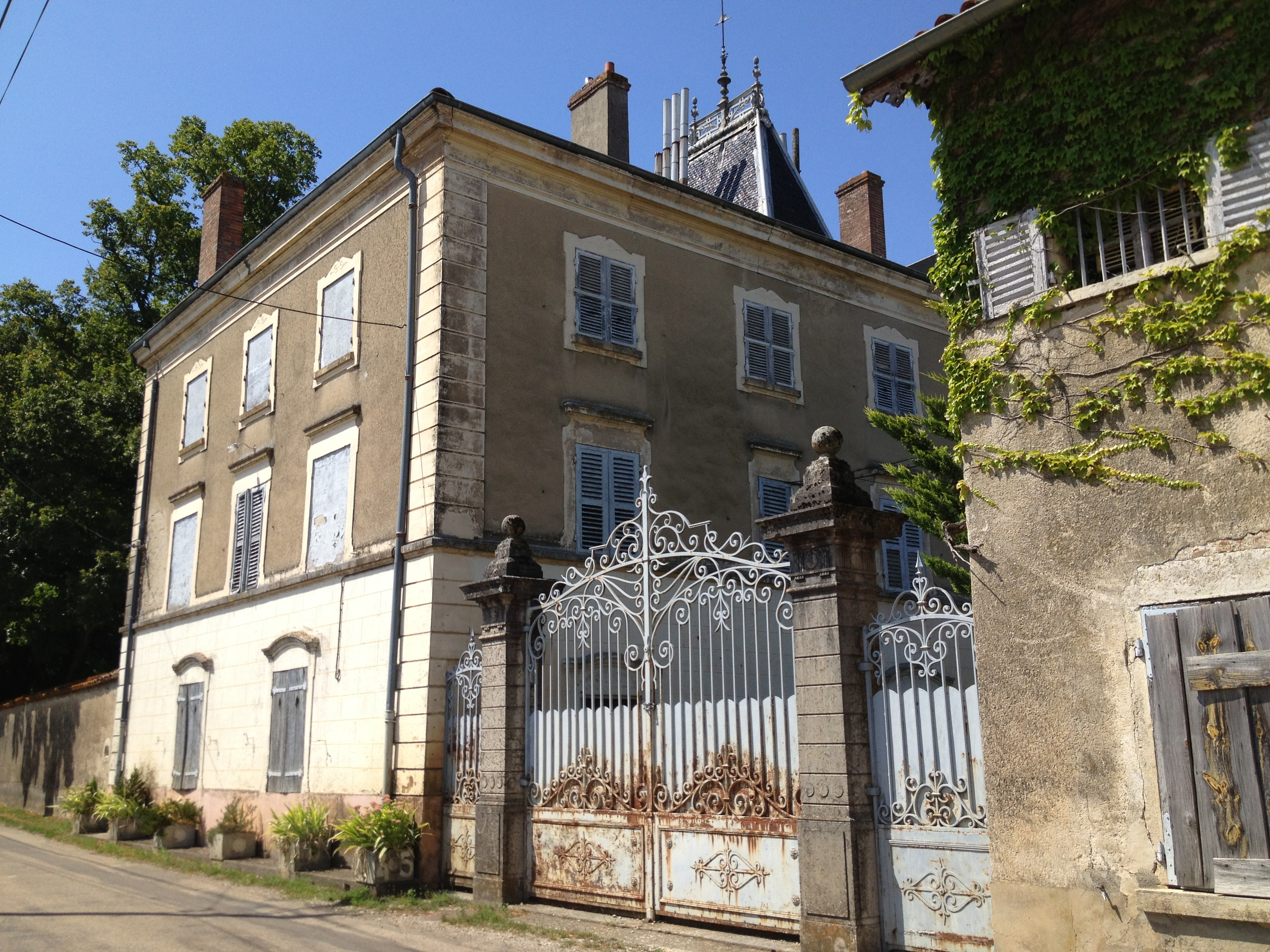
Schloss Chânes
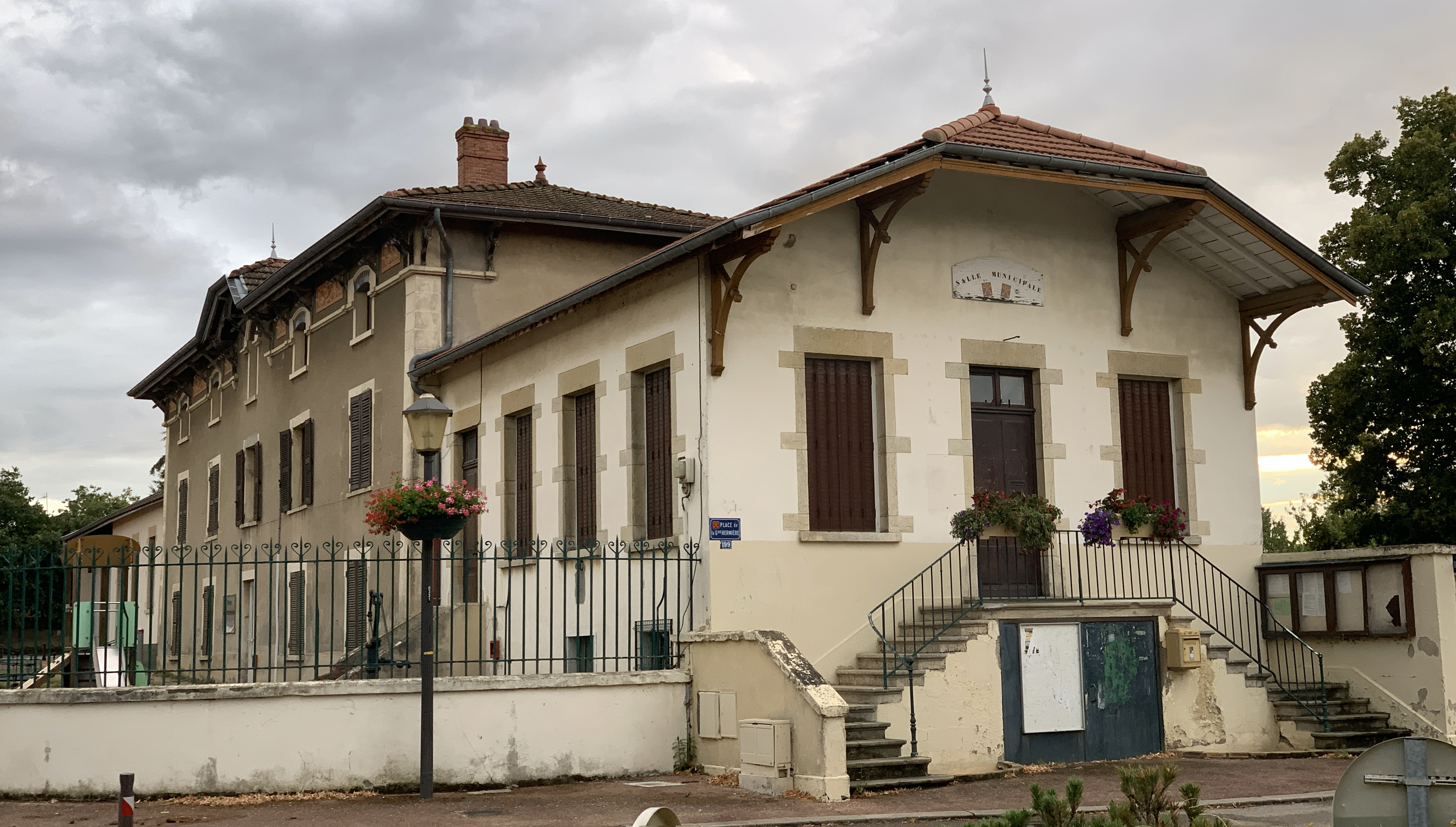
Ehemaliges Rathaus- und Schulgebäude
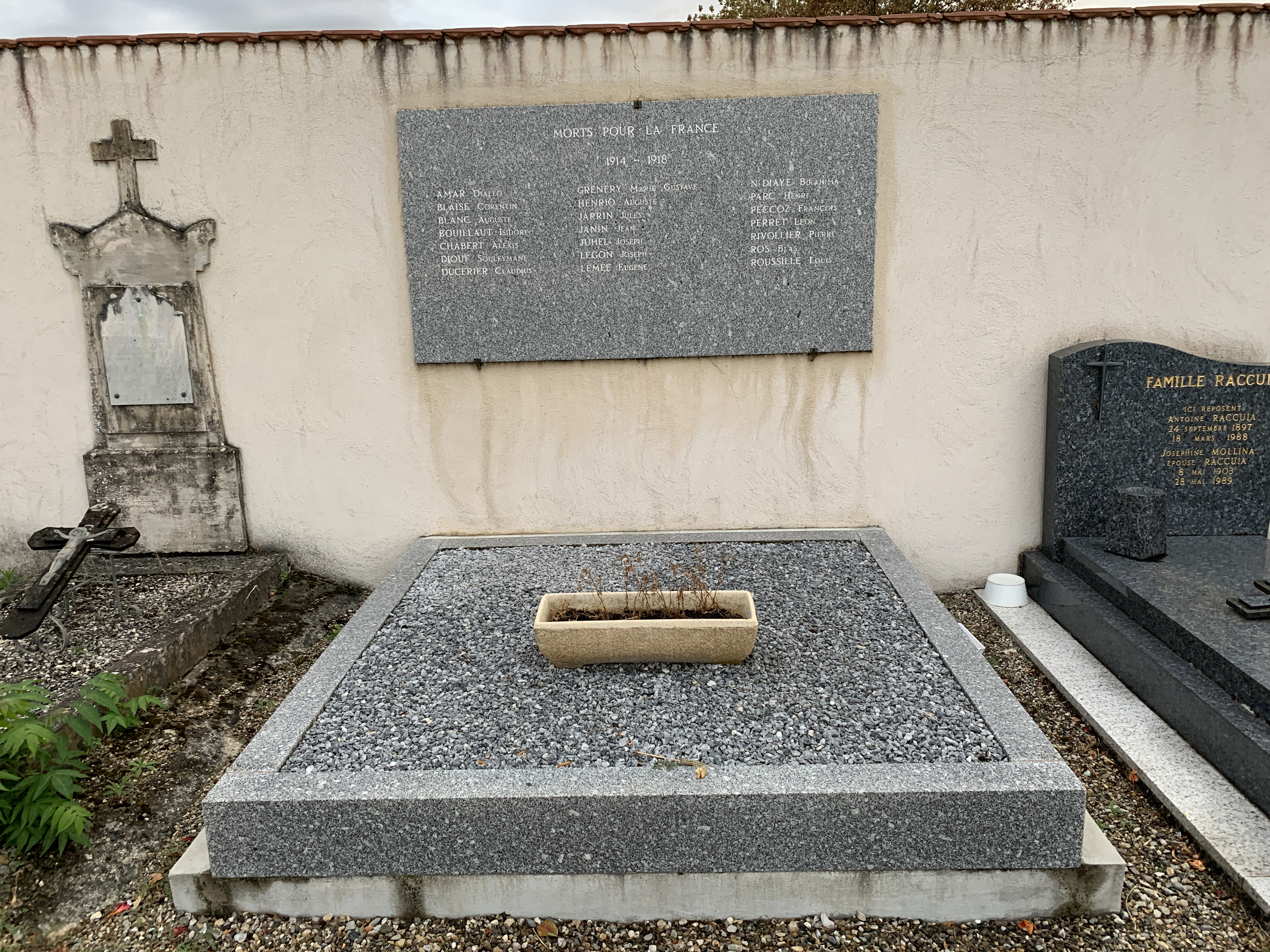
Gefallenendenkmal

## Gemeindepartnerschaft
Seit 1978 besteht mit der deutschen Gemeinde Ostfildern in Baden-Württemberg eine Partnerschaft.